# Fleet, Dorset
Fleet är en civil parish i Storbritannien.   Den ligger i kommunen Dorset och riksdelen England, i den södra delen av landet, 200 km sydväst om huvudstaden London.